# 萊曼 (新罕布什爾州)
萊曼（英語：Lyman）是一個位於美國新罕布什爾州格拉夫頓縣的鎮。

## 人口
根據2020年美國人口普查的數據，萊曼的面積為74.30平方千米，當中陸地面積為73.50平方千米，而水域面積為0.80平方千米。當地共有人口585人，而人口密度為每平方千米8人。